# Heřmanice (Liberec)
Heřmanice é uma comuna checa localizada na região de Liberec, distrito de Liberec‎.